# Áncash (regio)
Áncash (Aymara: Ankashu; Quechua: Anqash) is een regio van Peru. De regio heeft een oppervlakte van 35.915 km² en heeft 1.148.634 inwoners (2015). De hoofdstad is Huaraz.
De regio grenst in het noorden aan La Libertad, in het oosten aan Huánuco, in het zuiden aan Lima en in het westen aan de Grote Oceaan.
Het gebied bevat de bergketens Cordillera Blanca, Cordillera Huayhuash en de Cordillera Negra. De regio bevat vele hoge bergtoppen bedekt met sneeuw en ijs die mogelijk een belangrijke rol in de Incabeschaving en de voorafgaande Wari- en Recuaycultuur gespeeld hebben.

## Bestuurlijke indeling
De regio is verdeeld in 20 provincies, die weer zijn onderverdeeld in 166 districten. Achter elke provincie wordt de hoofdplaats genoemd.
| Nr. | Provincie                 | Inwoners | Oppervlakte | UBIGEO | Districten | Hoofdplaats | Inwoners |
| --- | ------------------------- | -------- | ----------- | ------ | ---------- | ----------- | -------- |
| 1   | Aija                      | 8.010    | 696 km²     | 0202   | 5          | Aija        | 900      |
| 2   | Antonio Raimondi          | 16.923   | 562 km²     | 0203   | 6          | Llamellín   | 2.000    |
| 3   | Asunción                  | 8.862    | 529 km²     | 0204   | 2          | Chacas      | 5.565    |
| 4   | Bolognesi                 | 32.525   | 3.155 km²   | 0205   | 15         | Chiquián    | 3.514    |
| 5   | Carhuaz                   | 46.402   | 804 km²     | 0206   | 11         | Carhuaz     | 15.122   |
| 6   | Carlos Fermín Fitzcarrald | 21.984   | 624 km²     | 0207   | 3          | San Luis    | 11.083   |
| 7   | Casma                     | 46.068   | 2.262 km²   | 0208   | 4          | Casma       | 28.855   |
| 8   | Corongo                   | 8.329    | 988 km²     | 0209   | 7          | Corongo     | 1.269    |
| 9   | Huaraz                    | 161.063  | 2.493 km²   | 0201   | 12         | Huaraz      | 145.000  |
| 10  | Huari                     | 64.142   | 3.149 km²   | 0210   | 16         | Huari       | 6.842    |
| 11  | Huarmey                   | 30.020   | 3.900 km²   | 0211   | 5          | Huarmey     | 16.172   |
| 12  | Huaylas                   | 56.129   | 2.293 km²   | 0212   | 10         | Caraz       | 17.000   |
| 13  | Mariscal Luzuriaga        | 23.982   | 731 km²     | 0213   | 8          | Piscobamba  | 2.252    |
| 14  | Ocros                     | 10.326   | 2.286 km²   | 0214   | 10         | Ocros       | 1.700    |
| 15  | Pallasca                  | 30.580   | 2.101 km²   | 0215   | 11         | Cabana      | 2.918    |
| 16  | Pomabamba                 | 29.999   | 2.974 km²   | 0216   | 4          | Pomabamba   | 8.000    |
| 17  | Recuay                    | 19.502   | 2.304 km²   | 0217   | 10         | Recuay      | 2.395    |
| 18  | Santa                     | 427.205  | 4.005 km²   | 0218   | 9          | Chimbote    | 371.000  |
| 19  | Sihuas                    | 31.082   | 1.456 km²   | 0219   | 10         | Sihuas      | -        |
| 20  | Yungay                    | 58.099   | 277 km²     | 0220   | 8          | Yungay      | 8.000    |

| Detailkaart |
| ----------- |
|             |
| Provincies  |

Amazonas · Áncash · Apurímac · Arequipa · Ayacucho · Cajamarca · Callao · Cuzco · Huancavelica · Huánuco · Ica · Junín · La Libertad · Lambayeque · Lima · Loreto · Madre de Dios · Moquegua · Pasco · Piura · Puno · San Martín · Tacna · Tumbes · Ucayali

Zelfstandige provincie: Lima